# SuperKaramba

SuperKaramba-Logo

SuperKaramba (Super Karamba) ist ein Computerprogramm, das die Darstellung verschiedenster kleiner Programme (Widgets) und Themes auf dem Hintergrundbild des Desktops ermöglicht.
Dabei werden die Ausgaben der Programme meist direkt in den Hintergrund eingebettet und stören so nicht die Übersicht über die normalen Programme. Die Nutzung von SuperKaramba beschränkt sich zwar nicht auf Oberflächen von KDE, doch sind gewisse Bibliotheken, die der Desktop mit sich bringt, erforderlich. Seit KDE 3.5 wird SuperKaramba bereits mitgeliefert, ist also offizieller Teil des Desktops.
In KDE SC 4 stellt die neue Oberfläche Plasma ähnliche Möglichkeiten wie SuperKaramba in Bezug auf die Gestaltung des Desktops bereit. Trotzdem wird SuperKaramba weiterentwickelt. So wurde es bereits nach KDE SC 4 portiert und erlaubt die Einbettung von SuperKaramba-Widgets in Plasma. Die Weiterentwicklung wurde mittlerweile eingestellt, seit 2015 werden auch keine neuen Releases mehr erstellt.

## Funktionsweise
Programmierer und Grafiker erstellen ihre eigenen Themes oder Textdateien, die das Widget definieren. Danach können noch optional Python-Skripte hinzugefügt werden, um aus dem Widget ein interaktives Programm zu machen. SuperKaramba stellt dazu eine kleine API zur Verfügung.

## Beispiele der Möglichkeiten
- Interaktive Wettervorhersagen

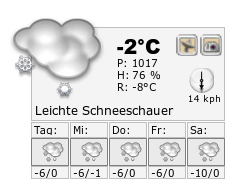
Screenshot von LiquidWeather++ in deutscher Übersetzung

- Steuerung und Anzeige von XMMS oder Amarok
- Kalender und Notizen
- Originelle Uhren
- Systemmonitor für CPU, Netzwerk, Festplatten usw.
- Mailbox-Abfragen auf neue Nachrichten
- Nachrichtenticker und Feedreader
- Animierte Menüs
- Komplexe Programme wie z. B. SETI@home